# HTML title
HTML title je datová položka značkách jazyka HTML. Má dvě formy: Jako značku a jako atribut.
CSS, HTML a JavaScript také další kódovací systémy umožňují webovým designérům vytvářet přizpůsobené popisky.

## Značka
Element TITLE se v celém dokumentu HTML může vyskytnout nanejvýše jednou, a to právě jen v hlavičce, jako přímý potomek značky HEAD. Je-li použit, používá se jeho text na několika místech:
- Webové prohlížeče, browsery, tento text používají jako zobrazovaný název stránky, například v nadpisu záložky,
- při ukládání stránky (Ctrl+S) se title přebírá do názvu souboru.
- Title aktivní záložky prohlížeče se také přebírá do operačního systému jako titulek celého okna.

### Nastavení titulku
Titulek je součástí vstupní množiny dat při přidávání obsahu na web. Například při přidávání obrázku na web se CMS ptá nejen na samotný obrázek, cestu pro upload, nýbrž u na další údaje: autora, datum vytvoření, mj. i krátký název právě pro titulek a delší popis obrázku. A pro výstup se dále ptá např. na požadované rozměry ke zobrazování atp.
Výsledný zobrazovaný titulek celé stránky pak může obsahovat nejen název portálu, ale právě zadaný krátký název a třeba i login vkladatele.

### Význam titulku
V dnešní době už se HTML stránky nepíší ručně, nýbrž se ve web-aplikaci generují typizované pro daný typ dat, a to až v okamžiku vyžádání jejich zobrazení uživatelem.
Takto si uživatel může u sebe zobrazit hned několik sad podobných dat najednou, v podobných stránkách, pro orientaci mezi nimi potřebuje právě titulky stránek: Bez správně nastavených titulků, dynamicky generovaných serverem podle zobrazovaných dat, by klesla použitelnost aplikace a podstatně by utrpěla její přívětivost vůči uživatelům, UX.
Správně nastavené titulky stránek jsou klíčové i pro roboty vyhledávacích serverů: Titulky jsou totiž součástí metainformací o stránkách a používají se pro optimalizaci vyhledávání, SEO.
Význam titulku a vůbec popisných metadat může být i vyšší než data samotná, např. samotný obrázek.

## Atribut
HTML atribut title je použitelný na všech značkách jazyka HTML, kterékoli lze nastavit vlastní titulek:
```
<
značka
 title="
text titulku
" />
<
značka
 title="
text titulku
">obsah elementu</
značka
>
```

Jde o volitelný atribut.

### Tooltip
Webové prohlížeče, browsery, umožňují zobrazování tzv. tooltipů, též "bublin", tedy rámečků s textem, objevivších se po nadjetí myší na aktivní prvek. Typicky se objevují nad odkazy, tooltip ovšem může mít každý element: Jde právě o texty nastavené pomocí atributů title.
Text titulku lze jednotlivým prvkům stránky měnit i dynamicky: JavaScriptem řízený DOM a DHTML technologie například běžně mění titulky prvků podle hodnot doplněných do formuláře. Například při objednávání pojištění online, před odesláním objednávky, může stránka nejprve přes formulář sbírat údaje o účastnících pojištění. A pro jednotlivé přidané osoby se pak stránka prodlužuje o řádky tabulky. A ačkoli je pak u každé přidané osoby stejná ikona na odebrání, i jen grafická bez popisu, účelem tooltipu je uvádět podrobnosti k danému tlačítku, jako například: "Kliknutím účastníka Petr Novák z objednávky zas odeberete."

#### Zalomení v tooltipu
Pro autory stránek má význam řídit tok textu v tooltipu, zejména je-li delší, aby nebyl v jediném dlouhém řádku, nýbrž aby byl pro lepší čitelnost zalámán:
- Na zalomení textu tooltipu (výchozí příklad) ale nepomůže prosté odentrování textové hodnoty v atributu title,
- je potřeba použít entitu &#10; (hotový příklad) (s použitím title="text&#10;zalomit"), tedy reprezentaci konkrétního znaku, tzv. line feed, netisknutelného řídícího znaku.